# Elias Munk
Elias Græsbøll Munk-Petersen (født 21. maj 1992) er en dansk skuespiller. Han er uddannet ved New York Film Academy i Californien, USA. 

## Privat
I 2020 blev han forlovet med skuespiller Karoline Brygmann som er niece til Lars, Jens og Martin Brygmann. Parret har sammen en søn fra 2019.

## Filmografi
- For min brors skyld (2014)
- Sommeren 92 (2015)
- Vindmøllernes sus (2016)
- Når solen skinner (2016)
- Sommerdahl (2020)